# Trichopteryx margaritata
Trichopteryx margaritata là một loài bướm đêm trong họ Geometridae.